# Jožef Tertei
Jožef Tertei (n. 5 mai 1960, Zenta, RP Serbia, RSF Iugoslavia) este un luptător ce a reprezentat Republica Socialistă Federativă Iugoslavia, medaliat olimpic. A participat la 2 ediții ale Jocurilor Olimpice (1984, 1988) în care a câștigat o medalie de bronz.